# Nowy Sącz (stacja kolejowa)
Nowy Sącz – główna stacja kolejowa w Nowym Sączu, w województwie małopolskim. Według klasyfikacji PKP ma kategorię dworca regionalnego.

## Ruch pasażerski
| Rok  | Wymiana pasażerska na dobę |
| ---- | -------------------------- |
| 2017 | 700-999                    |
| 2022 | 1 400                      |

## Historia
Stacja posiada 2 tory zasadnicze i 7 dodatkowych oraz nastawnię dysponującą i 2 nastawnie wykonawcze. W czasie okupacji wykorzystywany przez armię niemiecką. W przeddzień wyparcia sił niemieckich przez oddziały Armii Czerwonej, 15 stycznia 1945 roku o godzinie 12:50 grupa złożona z 14 samolotów IŁ-2 z 525. Pułku lotnictwa szturmowego zaatakowała stację kolejową oraz stojące na peronach składy, powodując tylko niewielkie straty. Wnętrze dworca straciło jednak swój pierwotny charakter podczas przebudowy dokonanej w latach 80. XX wieku. Przed stacją, na początku al. Batorego, w grudniu 2009 stanął naturalnej wysokości pomnik „Sądecki kolejarz” autorstwa miejscowego artysty rzeźbiarza – Adama Janczego. Pomnik sfinansowany w całości przez miasto. Pomnik przedstawia kolejarza idącego do pracy, trzymającego w ręku charakterystyczny kuferek.
We wrześniu 2013 rozpoczął się remont budynku dworca. Podczas remontu dworca, zostało wymienione pokrycie dachowe, wykonano także nową elewację. Zamontowano również nowe okna i drzwi oraz zmodernizowano część podłóg. Obiekt został także przystosowany do potrzeb osób niepełnosprawnych. 18 grudnia 2014 odnowiony dworzec został oficjalnie otwarty.

## Budynek dworca
Obecny budynek stacji pochodzi z 1909 kiedy to zastąpiono zbyt mały dla potrzeb ruchu stary dworzec. Został przebudowany i zmodernizowany w latach 1977–1983. Wyburzono wtedy ściany i pomieszczenia wewnętrzne, dokonując nowego podziału przestrzeni, poprzez wykonanie antresoli na piętrze, gdzie znalazła miejsce poczekalnia. Wzniesiony w stylu secesyjnym (projekt związany ze „szkołą wiedeńską”) na planie wydłużonego prostokąta, pięcioczęściowy z ryzalitami bocznymi i wysokim ryzalitem środkowym. Budynek podzielony jest trzema piętrowymi pawilonami, z których środkowy – stanowiący główne wejście dworcowe – zwieńczony jest łamanym dachem. Elewacja frontowa dworca zdobiona jest sztukaterią. Od strony peronów zachowało się pulpitowe zadaszenie wsparte na ozdobnych, żeliwnych słupach. Taka bryła budynku z secesyjnym detalem architektonicznym, jest często spotykana na terenach byłej Galicji, gdzie prowadzono budowę według ujednoliconych projektów austriackich władz kolejowych.

## Galeria

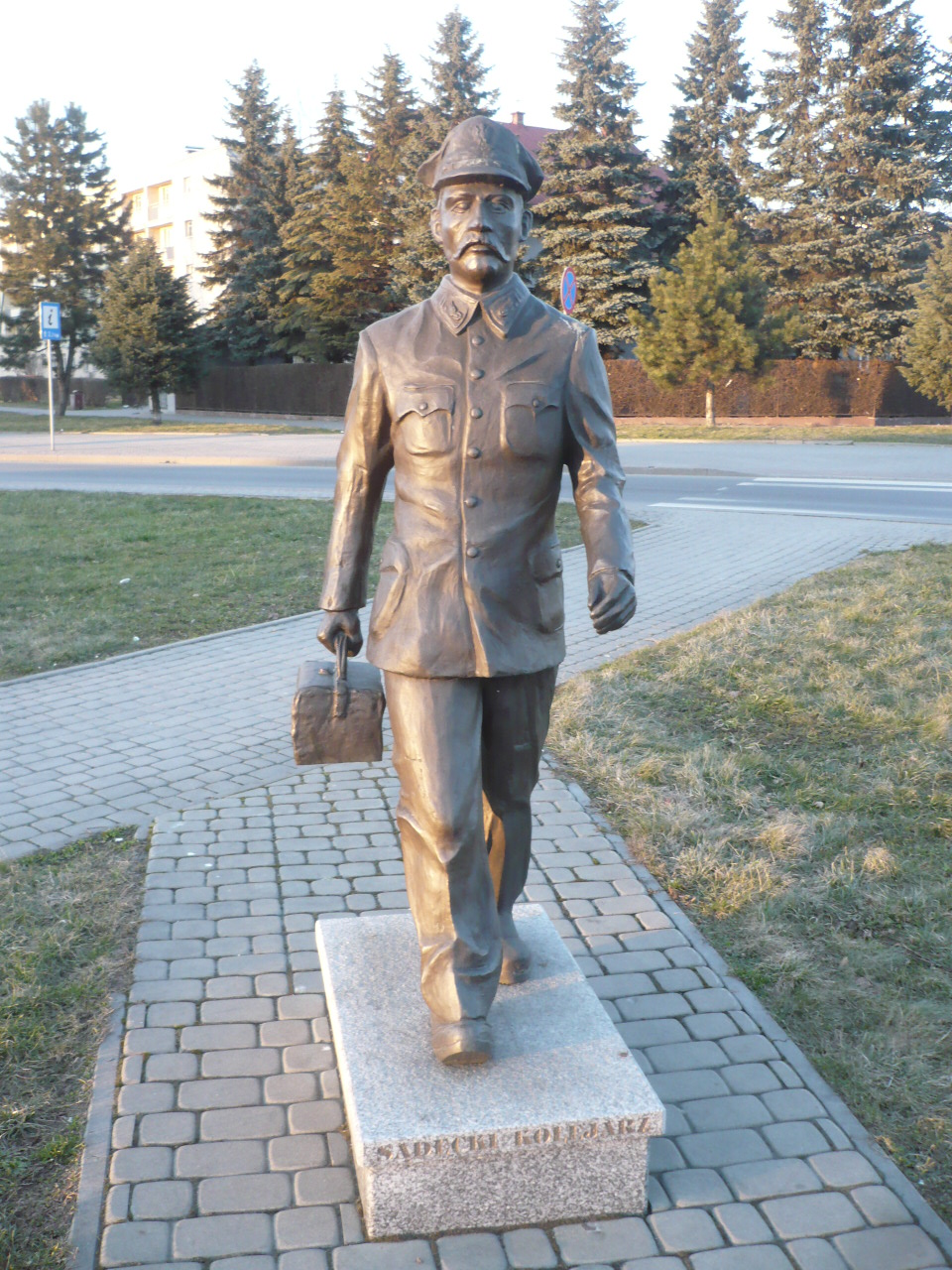
Pomnik "Sądecki kolejarz" (marzec 2015)
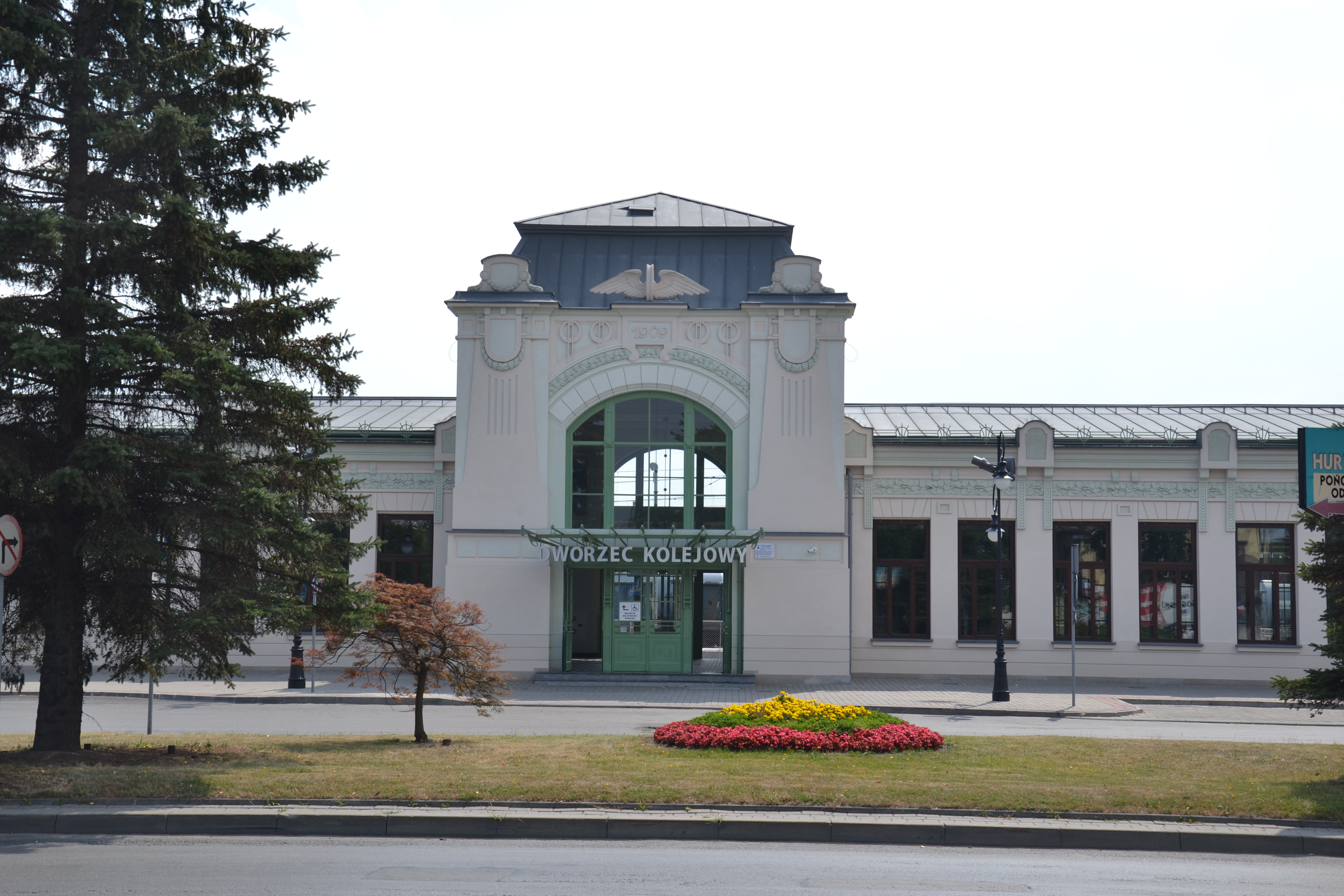
Dworzec od strony miasta
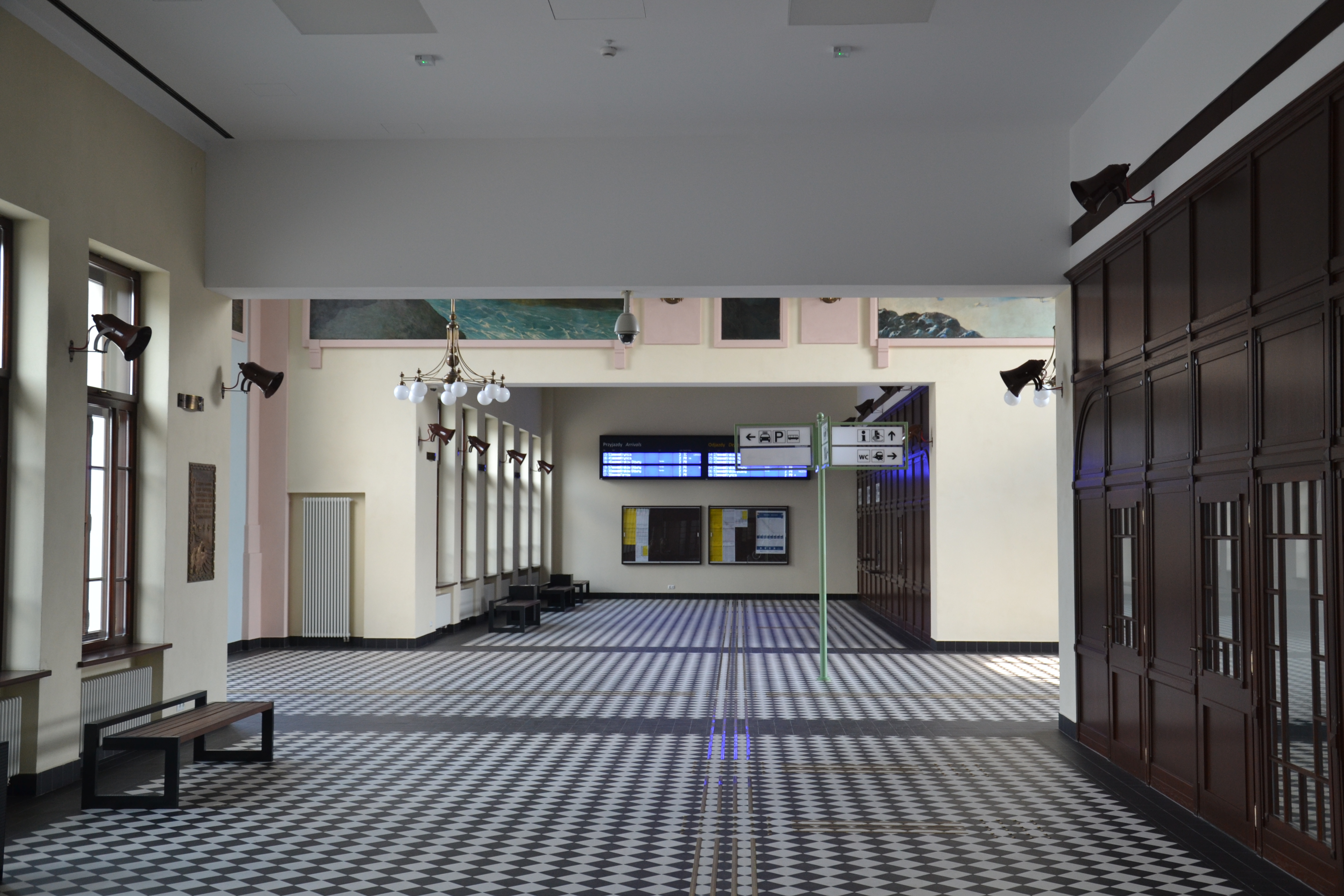
Wnętrze dworca
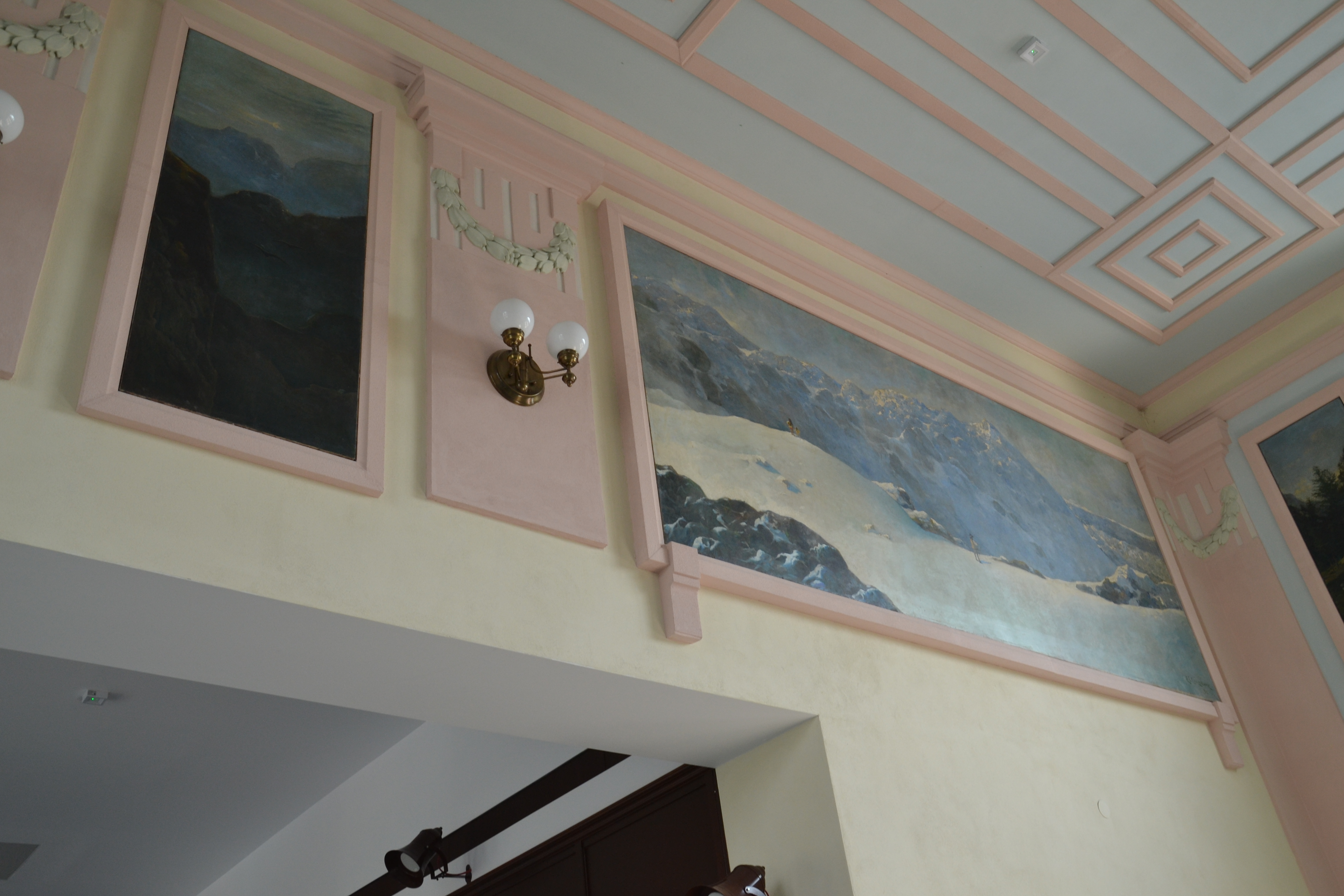
Górskie pejzaże Edmunda Cieczkiewicza
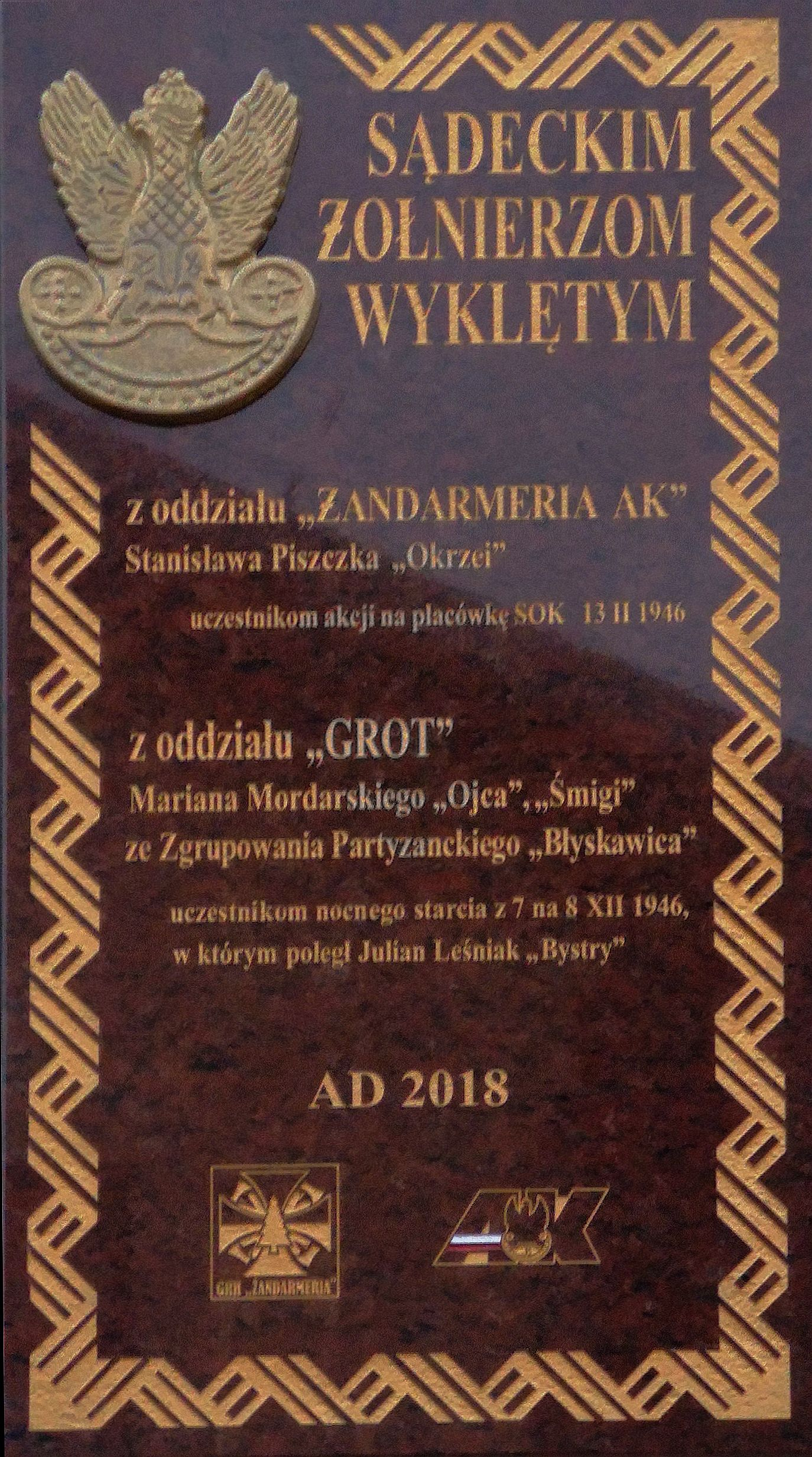
Tablica pamięci akcji Żołnierzy Wyklętych na stacji kolejowej